# Viktor Schütze
Viktor Schütze (alemany: Victor Schütze)  (Kiel, 16 de febrer de 1906 - Frankfurt del Main, 23 de setembre de 1950) va ser un comandant d'U-Boat durant la Segona Guerra Mundial. Va rebre la Creu de Cavaller de la Creu de Ferro amb Fulles de Roure.

## Biografia
Schütze va néixer a Flensburg, a la província de Schleswig-Holstein. Va començar la seva carrera naval a la Reichsmarine a bord de torpediners l'abril de 1925, abans de ser transferit a una nova divisió de submarins deu anys més tard, l'octubre de 1935. Va prendre el comandament de l'U-19 durant dos anys, després va rebre un entrenament de maniobra de destructor abans de tornar a comandar un submarí, l'U-11. En esclatar la Segona Guerra Mundial, va comandar l'U-25 amb el qual va realitzar tres patrulles, principalment al golf de Biscaia i davant de la costa portuguesa.
El juliol de 1940, va prendre el comandament d'un submarí Tipus IXB, l'U-103, amb el qual va realitzar quatre patrulles en aigües de l'Atlàntic Nord i Àfrica. El desembre de 1940 va rebre la Creu de Cavaller de la Creu de Ferro com a recompensa pels seus èxits. L'agost de 1941, es va retirar del servei de comandant de submarins, cosa que probablement li va salvar la vida. Va ocupar llavors el càrrec de Flottillenchef de la 2. Unterseebootsflottille. El març de 1943, va esdevenir FdU Ausbildungsflottillen (comandant de les flotilles d'entrenament al mar Bàltic) a Flensburg - Kappeln, on va servir fins al final de la guerra. Va morir a Frankfurt del Main el 1950.

## Resum de carrera

### Dates de promocions[1]
Seekadett (16 de novembre de 1925)
 Fähnrich zur See (1 d'abril de 1927)
 Oberfähnrich zur See (1 de juny de 1928)
 Leutnant zur See (1 d'octubre de 1929)
 Oberleutnant zur See (1 de juliol de 1931)
 Kapitänleutnant (1 d'octubre de 1935)
 Korvettenkapitän (1 de febrer de 1940)
 Fregattenkapitän (1 de març de 1943)
 Kapitän zur See (1 de març de 1944)

### Condecoracions[1]
Creu del Mèrit Naval en blanc - 21 d'agost de 1939 (Espanya)
 Creu de Ferro 1939 de 2a Classe - 13 de novembre de 1939
 Creu de Ferro 1939 de 1a Classe - 21 de febrer de 1940
  Creu al Mèrit de Guerra - 1 de novembre de 1941 (Itàlia)
 Creu de Cavaller de la Creu de Ferro amb Fulles de Roure
 Creu de Cavaller de la Creu de Ferro - 11 de desembre de 1940 com Korvettenkapitän i comandant del U-103
 Fulles de Roure - 14 de juliol de 1941 com Korvettenkapitän i comandant del U-103
  Creu al Mèrit de Guerra amb espases de 2a classe - 14 de juliol de 1941
  Creu al Mèrit de Guerra amb espases de 1a classe - 1 de setembre de 1944
 Insígnia de Guerra dels Submarins amb Diamants

### Vaixells atacats[1]
| Data                   | Submarí | Vaixell atacat     | Nacionalitat  | Tonatge | Destí    |
| ---------------------- | ------- | ------------------ | ------------- | ------- | -------- |
| 31 d'octubre de 1939   | U-25    | Baoulé             | França        | 5.874   | Enfonsat |
| 17 de gener de 1940    | U-25    | Enid               | Noruega       | 1.140   | Enfonsat |
| 17 de gener de 1940    | U-25    | Polzella           | Regne Unit    | 4.751   | Enfonsat |
| 18 de gener de 1940    | U-25    | Pajala             | Suècia        | 6.873   | Enfonsat |
| 22 de gener de 1940    | U-25    | Songa              | Noruega       | 2.589   | Enfonsat |
| 3 de febrer de 1940    | U-25    | Armanistan         | Regne Unit    | 6.805   | Enfonsat |
| 13 de febrer de 1940   | U-25    | Chastine Mærsk     | Dinamarca     | 5.177   | Enfonsat |
| 6 d'octubre de 1940    | U-103   | Nina Borthen       | Noruega       | 6.123   | Enfonsat |
| 9 d'octubre de 1940    | U-103   | Delphin            | Grècia        | 3.816   | Enfonsat |
| 9 d'octubre de 1940    | U-103   | Graigwen           | Regne Unit    | 3.697   | Danyat   |
| 9 d'octubre de 1940    | U-103   | Zannes Gounaris    | Grècia        | 4.407   | Enfonsat |
| 13 d'octubre de 1940   | U-103   | Nora               | Estònia       | 1.186   | Enfonsat |
| 15 d'octubre de 1940   | U-103   | Thislegarth        | Regne Unit    | 4.747   | Enfonsat |
| 21 de novembre de 1940 | U-103   | Daydawn            | Regne Unit    | 4.768   | Enfonsat |
| 21 de novembre de 1940 | U-103   | Victoria           | Grècia        | 6.085   | Enfonsat |
| 27 de novembre de 1940 | U-103   | Glenmoor           | Regne Unit    | 4.393   | Enfonsat |
| 28 de novembre de 1940 | U-103   | Mount Athos        | Grècia        | 3.578   | Enfonsat |
| 28 de novembre de 1940 | U-103   | St. Elwyn          | Regne Unit    | 4.940   | Enfonsat |
| 8 de desembre de 1940  | U-103   | SS Calabria        | Regne Unit    | 5.186   | Enfonsat |
| 13 de febrer de 1941   | U-103   | Arthur F. Corwin   | Regne Unit    | 10.516  | Danyat   |
| 17 de febrer de 1941   | U-103   | Edwy R. Brown      | Regne Unit    | 10.455  | Enfonsat |
| 18 de febrer de 1941   | U-103   | Seaforth           | Regne Unit    | 5.459   | Enfonsat |
| 19 de febrer de 1941   | U-103   | Benjamin Franklin  | Noruega       | 7.034   | Enfonsat |
| 25 d'abril de 1941     | U-103   | Polyana            | Noruega       | 2.267   | Enfonsat |
| 1 de maig de 1941      | U-103   | Samsø              | Regne Unit    | 1.494   | Enfonsat |
| 3 de maig de 1941      | U-103   | Wray Castle        | Regne Unit    | 4.253   | Enfonsat |
| 6 de maig de 1941      | U-103   | Dunkwa             | Regne Unit    | 4.752   | Enfonsat |
| 6 de maig de 1941      | U-103   | Surat              | Regne Unit    | 5.529   | Enfonsat |
| 9 de maig de 1941      | U-103   | City of Winchester | Regne Unit    | 7.120   | Enfonsat |
| 11 de maig de 1941     | U-103   | City of Shanghai   | Regne Unit    | 5.828   | Enfonsat |
| 22 de maig de 1941     | U-103   | British Grenadier  | Regne Unit    | 6.857   | Enfonsat |
| 25 de maig de 1941     | U-103   | Radames            | Egipte        | 3.575   | Enfonsat |
| 25 de maig de 1941     | U-103   | Wangi Wangi        | Països Baixos | 7.789   | Enfonsat |
| 8 de juny de 1941      | U-103   | Elmdene            | Regne Unit    | 4.853   | Enfonsat |
| 29 de juny de 1941     | U-103   | Erani              | Itàlia        | 6.619   | Enfonsat |